# 로레토주

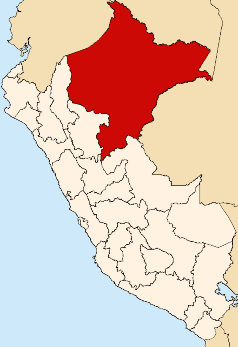
로레토 주의 위치

로레토주(스페인어: Departamento de Loreto)는 페루 최북단에 위치한 주로 주도는 이키토스이며 면적은 368,851.95km2, 인구는 884,144명(2005년 기준)이다.
북서쪽으로는 에콰도르, 북쪽과 북동쪽으로는 콜롬비아, 동쪽으로는 브라질과 국경을 접하며 남쪽으로는 우카얄리 주와 우아누코 주, 서쪽으로는 산마르틴 주, 아마소나스 주와 접한다. 7개 군과 51개 구를 관할한다.

## 같이 보기
- 이키토스
- 마라뇬강